# Kurt Enz
Kurt Enz (geboren 2. September 1931 in Komotau, Tschechoslowakei; gestorben 3. Mai 2004 in Berlin) war ein deutscher Ingenieur, Filmtechniker und Fachpublizist. Er war einer der führenden Fachleute für die Projektions- und Kinotechnik in der DDR.

## Leben
Enz legte 1950 seine Prüfung als Filmvorführer ab und machte ein Jahr später sein Abitur. Danach arbeitete er beim Landfilm im Kreis Schwerin und Pasewalk und nahm 1954 ein Fernstudium an der Technischen Hochschule Dresden auf. Daneben absolvierte er ein Ingenieurstudium für Schiffbautechnik in Warnemünde und machte 1958 seinen Abschluss als Maschinenbauingenieur.
Enz wurde Mitglied der Kammer der Technik und der Blockpartei NDPD. Er arbeitete als technischer Inspektor beim VEB Progress-Film-Vertrieb, als Technischer Leiter des VEB Kinotechnik Berlin und als Ingenieur der Hauptverwaltung Film des Ministeriums für Kultur. Daneben war er im Lektorat des Fotokinoverlags Leipzig für die Fachzeitschriften Bild und Ton sowie Fernseh- und Kinotechnik tätig. 1965 wurde er Leiter der Abteilung Filmtheatertechnik an der DEFA-Zentralstelle für Filmtechnik.
1965 erschien sein umfangreiches Fachbuch Filmprojektoren, Filmprojektion. Im folgenden Jahr unternahm er eine lange Reise durch die DDR und erfasste die gesamte Kino-Landschaft in seiner Analyse zum Stand der Filmtheatertechnik der DDR (1967). Es folgte eine Studie zur perspektivischen Rekonstruktion des Filmtheaternetzes der DDR (1968) und in den Jahren 1977 bis 1984 eine Grundfonderfassung der Lichtspieltheater in der DDR. Zudem war er von 1976 bis 1990 Dozent an der Zentralen Betriebsschule des Lichtspielwesens des Ministeriums für Kultur im sächsischen Langenau.
Enz war treibende Kraft für die Ersetzung der Kohlelichtbogenlampe durch die Xenon-Gasentladungslampe in den Filmprojektoren, für die Einführung des 70-mm-Film-Formats und des Dolby-SR-Tons im DDR-Kino. Er nahm an internationalen Konferenzen der Interkamera teil, hielt Vorträge und veröffentlichte Fachbücher, Schulungsmaterial und Aufsätze.
Gemeinsam mit seiner Frau Sigrid, die er in den 1950er Jahren als Filmvorführerin kennengelernt hatte, brachte er 1978 für Filmamateure das Buch Schmalfilmprojektion, ganz einfach heraus, das bis 1990 vier Auflagen erlebte.
Nach der Wende wurde Enz 1991 in den Ruhestand versetzt. Sein Nachlass zu Filmtechnik und Kinogeschichte der DDR befindet sich im Filmmuseum Potsdam.

## Veröffentlichungen (Auswahl)
- Filmprojektoren, Filmprojektion. Fotokinoverlag, Leipzig 1965
- Mit Miroslav Fiřtik: Maschinen und Einrichtungen für die Filmbearbeitung. Staatlicher pädagogischer Verlag 1965
- Gestaltung von Filmvorführungsstätten. DEFA-Zentralstelle für Filmtechnik, Berlin 1976
- Mit Herbert Eßmann: Filmtheater. Grundlagen für den Neubau und Rekonstruktion von Kulturbauten 6; Institut für Kulturbauten, Berlin 1977
- Mit Sigrid Enz: Schmalfilmprojektion, ganz einfach. Fotokinoverlag, Leipzig 1978 (4. verb. Auflage 1990)
- Die filmtechnische Ausrüstung von Kulturstätten. Zentrale Betriebsschule des Lichtspielwesens, Langenau 1979
- Filmschaltwerke. Als Ms. gedr., Zentrale Betriebsschule des Lichtspielwesens des Ministeriums für Kultur, Langenau 1980
- Der Betrieb von Xenonlampen in Filmwiedergabeanlagen. Als Ms. gedr., Zentrale Betriebsschule des Lichtspielwesens des Ministeriums für Kultur Langenau, 1980
- Filmformate und Filmwiedergabeverfahren. Als Ms. gedr., Zentrale Betriebsschule des Lichtspielwesens, Langenau 1981
- 25 Jahre DEFA Zentralstelle für Filmtechnik: Wissenschaftlich-Technisches Zentrum; Träger des Ordens "Banner der Arbeit". DEFA Beiträge zur Filmtechnik Sonderheft, Berlin 1982
- Entwicklung der Filmwiedergabetechnik und des Filmtheaternetzes in der DDR von 1945 bis zur Gegenwart. Beiträge zur Filmtechnik Heft 4, DEFA-Zentralstelle für Filmtechnik, Berlin 1982
- Beleuchtungsoptische Systeme in Filmprojektoren. Als Ms. gedr., Zentrale Betriebsschule des Lichtspielwesens Langenau, 1983
- Tonwiedergabe im Filmtheater. DEFA-Zentralstelle für Filmtechnik, Berlin 1987
- Tonteile und Tongeräte für Filmtonwiedergabe. DEFA-Zentralstelle für Filmtechnik, Berlin 1988
- Elektrische Antriebe und Antriebssteuerungen. Zentrale Schule des Lichtspielwesens, Langenau 1989
- Vergleichsübersicht der für die Filmwiedergabetechnik gültigen DIN-Normen mit Hinweisen auf die Nummern bisher gültiger DDR-Standards (TGL). Selbstverlag, Berlin 1990
- Digitale Lichttonverfahren: eine Übersicht zum Stand der Technik. Berlin 1991
- Geschichte der Filmtechnik: Eine Zusammenfassung in stichwortartiger Kurzformulierung. Selbstverlag, Berlin 1995
- 100 Jahre Deutsche Filmprojektoren. Manuskriptdruck. Berlin 1996
- Dresdener Filmprojektoren. Berlin 1998